# Chilo Morán
Cecilio "Chilo" Moran (1930-1999) was een Mexicaanse jazztrompettist, die wordt gezien als een van de beste trompettisten uit de geschiedenis van de Mexicaanse jazz. Hij speelde trompet in het orkest van Pérez Prado, werkte bij de bigband van Chico O'Farrill en maakte opnames met onder meer de band van Clare Fischer en met Francisco Cespedes. Ook had hij jazzclubs, waarin hij jongere musici de kans gaf zich te ontwikkelen.

## Discografie (selectie)
- 'Jazz Bar', Orfeon, 1957
- 'Presenta Jazz', Musart, 1962
- 'Los 5 Megatones'
- 'Acapulco Brass (y Sus trompetas Electronicas), Musart
- 'Trompeta Psicodelica', Orfeon, 2011 (Maya, 1968)